# Glücksburgske slægt
Huset Lyksborg (eller Glücksburg), officielt Slesvig-Holsten-Sønderborg(-Sønderborg)-Glücksborg er et fyrstehus, der i dag bl.a. omfatter den danske kongefamilie. Slægten har sit navn efter Lyksborg Slot ved Flensborg Fjord. Slægtens oprindelige titel var hertuger af Slesvig-Holsten-Sønderborg-Beck, men prins Vilhelm fik i 1825 af Frederik 6. tilladelse til at føre navnet Hertug af Glücksburg. Beck erstattedes derefter med Glücksborg i den danske version af slægtens danske titel (Glücksburg i den tyske), og prins Vilhelms søn, den senere Christian 9., kaldes i tronfølgeloven af 1853 Prins Christian til Slesvig-Holsteen-Sønderborg-Glücksborg.
Huset Glücksborg er en sidelinje af Huset Oldenborg, hvis ældste sikre stamfar er Egilmar 1., der var født engang i det 11. århundrede.
Kong Frederik 7. (konge 1848-1863) var barnløs. Kongens nærmeste arving var hans fætter Frederik af Hessen-Kassel (1820-1884), men han afslog til fordel for sin søster Louise af Hessen-Kassel, der også sagde nej til at overtage tronen, og foreslog sin mand, prins Christian af Glücksborg, der i lighed med hende selv var oldebarn af Frederik 5. og desuden nedstammede i lige mandlig linje fra Christian 3. Prins Christian blev derefter indsat som tronarving i tronfølgeloven af 1853 efter konsultationer med de europæiske stormagter, der var garanter for Slesvig og Holstens status efter Londonprotokollen af 1852.
Frederik 7. døde på Lyksborg Slot i november 1863. Prins Christian besteg derefter Danmarks trone som kong Christian 9., og hans efterkommere har siden regeret Danmark. Christian 9. er dronning Margrethe 2.s tipoldefar.
30. marts 1863 blev prins Christians næstældste søn, prins Vilhelm, valgt til konge af Grækenland som kong Georg 1., og glücksborgerne regerede Grækenland, indtil kong Konstantin 2. blev afsat i 1973 (dog indimellem afbrudt af kortere perioder, hvor Grækenland enten var republik eller hvor landet var besat af fremmede magter).
Da Norge blev uafhængigt af Sverige i 1905, blev den norske trone tilbudt prins Carl, søn af den senere kong Frederik 8., og den glücksborgske slægt har siden da også regeret Norge.
De nærmeste tronarvinger til at overtage den britiske trone tilhører alle den glücksborgske slægt.

## Nuværende glücksborgske prinser og grever
Nuværende hertug: Hans Højhed Christoph, hertug af Slesvig-Holsten (f. 1949)
- Vilhelm af Beck-Glücksborg → Frederik 1. → Frederik Ferdinand → Frederik 2. → Peter → Christoph
  - HH Frederik Ferdinand, hertug af Slesvig-Holsten (f. 1985), søn af Christoph, hertug af Slesvig-Holsten
  - HH Prins Alfred af Slesvig-Holsten-Sønderborg-Glücksborg (f. 2019), søn af Frederik Ferdinand, hertug af Slesvig-Holsten
  - HH Prins Albert af Slesvig-Holsten-Sønderborg-Glücksborg (f. 2020), søn af Frederik Ferdinand, hertug af Slesvig-Holsten
  - HH Prins Constantin af Slesvig-Holsten-Sønderborg-Glücksborg (f. 1986), søn af Christoph, hertug af Slesvig-Holsten
  - HH Tassilo af Slesvig-Holsten-Sønderborg-Glücksborg (f. 2023), søn af Constantin af Slesvig-Holsten-Sønderborg-Glücksborg
  - HH Prins Leopold af Slesvig-Holsten-Sønderborg-Glücksborg (f. 1991), søn af Christoph, hertug af Slesvig-Holsten
  - HH Prins Alexander af Slesvig-Holsten-Sønderborg-Glücksborg (f. 1953), bror til Christoph, hertug af Slesvig-Holsten
  - HH Prins Julian af Slesvig-Holsten-Sønderborg-Glücksborg (f. 1997), søn af Alexander af Slesvig-Holsten-Sønderborg-Glücksborg

- Vilhelm af Beck-Glücksborg → Christian 9. → Frederik 8. → Christian 10. → Arveprins Knud
  - HE Ingolf greve af Rosenborg (f. 1940), søn af arveprins Knud til Danmark

- Vilhelm af Beck-Glücksborg → Christian 9. → Frederik 8. → Haakon 7. af Norge → Olav 5. af Norge
  - HM Kong Harald 5. af Norge (f. 1937), søn af Olav 5. af Norge
  - HKH Kronprins Haakon Magnus af Norge (f. 1973), søn af Harald 5. af Norge
  - HH Prins Sverre Magnus af Norge (f. 2005), søn af kronprins Haakon af Norge

- Vilhelm af Beck-Glücksborg → Christian 9. → Frederik 8. → Prins Harald af Danmark → Oluf greve af Rosenborg
  - HE Ulrik greve af Rosenborg (f. 1950), søn af Oluf greve af Rosenborg
  - HE Philip greve af Rosenborg (f. 1986), søn af Ulrik greve af Rosenborg

- Vilhelm af Beck-Glücksborg → Christian 9. → Georg 1. af Grækenland → Konstantin 1. af Grækenland → Paul af Grækenland → Konstantin 2. førhen Hellenernes konge
  - HKH Kronprins Pavlos af Grækenland (f. 1967), søn af Konstantin 2. af Grækenland
  - HKH Prins Konstantin-Alexios af Grækenland og Danmark (f. 1998), søn af Kronprins Pavlos af Grækenland
  - HKH Prins Achilleas-Andreas af Grækenland og Danmark (f. 2000), søn af Kronprins Pavlos af Grækenland
  - HKH Prins Odysseas-Kimon af Grækenland og Danmark (f. 2004), søn af Kronprins Pavlos af Grækenland
  - HKH Prins Aristidis Stavros af Grækenland og Danmark (f. 2008), søn af Kronprins Pavlos af Grækenland
  - HKH Prins Nikolaos af Grækenland og Danmark (f. 1969), søn af Konstantin 2. af Grækenland
  - HKH Prins Philippos af Grækenland og Danmark (f. 1986), søn af Konstantin 2. af Grækenland

- Vilhelm af Beck-Glücksborg → Christian 9. → Georg 1. af Grækenland → Prins Andreas af Grækenland og Danmark → Prins Philip, hertug af Edinburgh
  - HM Kong Charles 3. af Storbritannien (f. 1948), søn af Prins Philip, hertug af Edinburgh
  - HKH William, Prins af Wales (f. 1982), søn af Kong Charles 3. af Storbritannien
  - HKH Prins George af Wales (f. 2013), søn af William, prins af Wales
  - HKH Prins Louis af Wales (f. 2018), søn af William, prins af Wales
  - HKH Prins Henry, hertug af Sussex (f. 1984), søn af Kong Charles 3. af Storbritannien
  - HKH Prins Archie af Sussex (f. 2019), søn af Henry, hertug af Sussex
  - HKH Prins Andrew, hertug af York (f. 1960), søn af Prins Philip, hertug af Edinburgh
  - HKH prins Edvard, hertug af Edinburgh (f. 1964), søn af Prins Philip, hertug af Edinburgh
  - HKH prins James af Edinburgh (f. 2007), søn af prins Edvard, hertug af Edinburgh

- Vilhelm af Beck-Glücksborg → Christian 9. → Georg 1. af Grækenland → Prins Christopher af Grækenland og Danmark
  - HKH Prins Michael af Grækenland og Danmark (f. 1939), søn af Prins Christopher af Grækenland og Danmark

- Vilhelm af Beck-Glücksborg → Christian 9. → Prins Valdemar af Danmark → Prins Axel af Danmark → Flemming greve af Rosenborg
  - HE Axel greve af Rosenborg (f. 1950), søn af Flemming greve af Rosenborg
  - HE Carl Johan greve af Rosenborg (f. 1979), søn af Axel greve af Rosenborg
  - HE Valdemar greve ad Rosenborg (f. 2014), søn af Carl Johan greve af Rosenborg
  - HE Alexander Flemming greve af Rosenborg (f. 1993), søn af Carl Johan greve af Rosenborg
  - HE Birger greve af Rosenborg (f. 1950), søn af Flemming greve af Rosenborg
  - HE Carl greve af Rosenborg (f. 1952), søn af Flemming greve af Rosenborg

- Vilhelm af Beck-Glücksborg → Christian 9. → Prins Valdemar af Danmark → Erik greve af Rosenborg → Christian greve af Rosenborg
  - HE Valdemar greve af Rosenborg (f. 1965), søn af Christian greve af Rosenborg
  - HE Nicolai greve af Rosenborg (f. 1997), søn af Valdemar greve af Rosenborg

## Nuværende glücksborgske prinsesser og komtesser
(Listen er ikke komplet.)
Nuværende hertuginde: Hendes Højhed Elisabeth, hertuginde af Slesvig-Holsten (f. 1957) født prinsesse af Lippe-Weissenfeld
- Vilhelm af Beck-Glücksborg → Frederik 1. af Glücksborg → Frederik Ferdinand → Frederik 2. af Glücksborg → Peter → Christoph
  - Hendes Højhed Prinsesse Sophie af Slesvig-Holsten-Sønderborg-Glücksborg (født 9. oktober 1983 i Egernførde), datter af hertug Christoph og hertuginde Elisabeth.

- Vilhelm af Beck-Glücksborg → Christian 9. → Frederik 8. → Christian 10. → Frederik 9.
  - Hendes Majestæt Dronning Margrethe II, (f. 1940) Danmarks Dronning.
  - Hendes Kongelige Højhed Prinsesse Benedikte, (1944) Prinsesse til Danmark, titulær fyrstinde af Berleburg.
  - Hendes Majestæt Anne Marie, (f. 1946) førhen hellenernes Dronning, tidligere prinsesse til Danmark.

- Vilhelm af Beck-Glücksborg → Christian 9. → Frederik 8. → Christian 10. → Arveprins Knud→ Christian, greve af Rosenborg
  - Josephine, (f. 1972), tidligere komtesse af Rosenborg, datter af Christian, greve af Rosenborg.
  - Camilla, (f. 1972), tidligere komtesse af Rosenborg, datter af Christian, greve af Rosenborg.
  - Feodora, (f. 1975), tidligere komtesse af Rosenborg, datter af Christian, greve af Rosenborg.

- Vilhelm af Beck-Glücksborg → Christian 9. → Frederik 8. → Haakon 7. af Norge → Olav 5. af Norge
  - Prinsesse Astrid, fru Ferner, (f. 1932), datter af kong Olav 5. af Norge.

- Vilhelm af Beck-Glücksborg → Christian 9. → Frederik 8. → Haakon 7. af Norge → Olav 5. af Norge → Harald 5. af Norge 
  - Hendes Højhed prinsesse Märtha Louise af Norge, (f. 1971), datter af kong Harald 5. af Norge

- Vilhelm af Beck-Glücksborg → Christian 9. → Frederik 8. → Haakon 7. af Norge → Olav 5. af Norge → Harald 5. af Norge → Kronprins Haakon Magnus af Norge 
  - Hendes kongelige højhed Prinsesse Ingrid Alexandra af Norge, (f. 2004), datter af Kronprins Haakon Magnus af Norge, prinsesse Ingrid har arveret til tronen forudfor sin yngre bror og sine kusiner.

- Vilhelm af Beck-Glücksborg → Christian 9. → Frederik 8. → Prins Harald af Danmark → Oluf greve af Rosenborg → Ulrik greve af Rosenborg
  - Katharina Dorthea Helene, komtesse af Rosenborg (født 1. maj 1981 i Hvidøre), datter af Ulrik greve af Rosenborg.

- Vilhelm af Beck-Glücksborg → Christian 9. → Frederik 8. → Prins Harald af Danmark → Oluf greve af Rosenborg
  - Charlotte Helene Annie Dorrit, komtesse af Rosenborg (født 11. april 1953 i Ordrup), datter af Oluf greve af Rosenborg.

- Vilhelm af Beck-Glücksborg → Christian 9. → Georg 1. af Grækenland → Konstantin 1. af Grækenland → Paul af Grækenland
  - HM Dronning Sofia af Spanien, (født 1938 som prinsesse af Grækenland og Danmark), datter af kong Paul af Grækenland.
  - HKH Prinsesse Irene af Grækenland og Danmark, (født 1942), datter af kong Paul af Grækenland

- Vilhelm af Beck-Glücksborg → Christian 9. → Georg 1. af Grækenland → Konstantin 1. af Grækenland → Paul af Grækenland → Konstantin 2. af Grækenland → Kronprins Pavlos af Grækenland
  - Hendes kongelige højhed Prinsesse Maria-Olympia af Grækenland og Danmark, (født 1996), datter af Kronprins Pavlos af Grækenland.

- Vilhelm af Beck-Glücksborg → Christian 9. → Georg 1. af Grækenland → Konstantin 1. af Grækenland → Paul af Grækenland → Konstantin 2. af Grækenland
  - HKH Prinsesse Alexia af Grækenland og Danmark, (født 1965), datter af kong Konstantin 2. af Grækenland.

- Vilhelm af Beck-Glücksborg → Christian 9. → Georg 1. af Grækenland → Prins Andreas af Grækenland og Danmark → Prins Philip, hertug af Edinburgh → Prins Andrew af Storbritannien
  - HKH Prinsesse Beatrice af York, (født 1988), datter af prins Andrew af Storbritannien, hertug af York.
  - HKH Prinsesse Eugenie af York, (født 1990), datter af prins Andrew af Storbritannien, hertug af York.

- Vilhelm af Beck-Glücksborg → Christian 9. → Georg 1. af Grækenland → Prins Andreas af Grækenland og Danmark → Prins Philip, hertug af Edinburgh → Prins Edward af Storbritannien
  - HKH Prinsesse Louise af Edinburgh, (født 2003), datter af prins Edward af Storbritannien, hertug af Edinburgh.

- Vilhelm af Beck-Glücksborg → Christian 9. → Georg 1. af Grækenland → Prins Andreas af Grækenland og Danmark → Prins Philip, hertug af Edinburgh
  - HKH Prinsesse Anne af Storbritannien, (født 1950), datter af prins Philip, hertug af Edinburgh